# Dolmen de Aguas Tuertas
Le Dolmen de Aguas Tuertas (dolmen des Eaux tordues ou dolmen des Méandres) est un dolmen situé dans la commune d'Ansó, dans la province de Huesca, en Aragon, en Espagne. Il est classé Bien d'intérêt culturel.

## Historique
Les premières études de la zone remontent aux années 1940 et ont été réalisées par Martín Almagro Basch. Dix ans plus tard, Antonio Beltrán Martínez (es) a également exploré la région d'Aguas Tuertas avec l'aide de l'École militaire de montagne de Jaca. 
À partir de 1972, Teresa Andrés a réalisé une étude complète de la zone, dans laquelle elle a identifié de nouveaux mégalithes.

## Description
Le dolmen de Aguas Tuertas, daté du IIIe millénaire av. J.-C., est situé à environ 1 600 m d'altitude, dans la chaine des Pyrénées.
Il s'agit d'un modeste dolmen à chambre funéraire unique, dont il ne reste aucune trace du tumulus. Il est composé de trois orthostates ouverts au nord-ouest et d'une dalle de couverture posée sur eux. Une quatrième pierre verticale plus petite complète la fermeture. Les orthostates sont en grès et conglomérat.